# Redoute des Portes-en-Ré
La redoute des Portes-en-Ré est un ouvrage défensif datant du XVIIe siècle et situé sur l'Île de Ré, à proximité du village des Portes-en-Ré

## Histoire

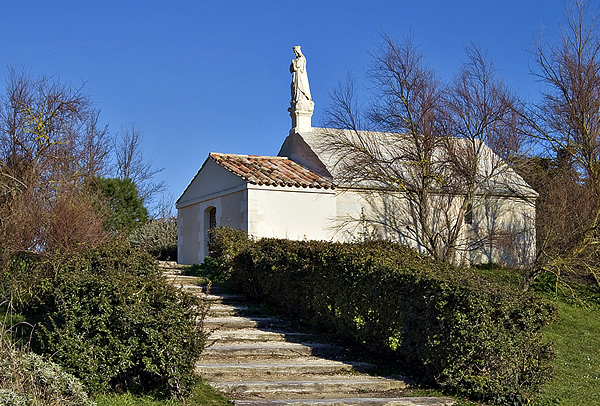
Chapelle de la redoute des portes en ré reconstruite en 1986

Conçue sur le même principe que celle du Martray ou celle de Rivedoux, la redoute des Portes, construite en 1674, était un bâtiment carré de 38 m de côté, dont deux tournés vers la mer. Située sur la côte nord de l’île à l’est du village des Portes, son but était d’interdire tout débarquement sur le banc du Bûcheron et d’accéder au Fier d'Ars. En effet selon Vauban "c'est la descente la plus dangereuse de l'île, les assaillants pouvant se mettre en bataille sur le banc hors de portée du canon dans le temps d'une mâline", preuve en est, des flottes royales et protestantes y ont débarqué des troupes à plusieurs reprises sous le règne de Louis XIII. La construction des trois redoutes de l'ile s'inscrit en pleine guerre de Hollande (1672-1678) et la ville de Saint-Martin-de-Ré n'est alors pas fortifiée (les fortifications furent rasées en 1629). Les fortifications se concentrent donc sur l'empêchement d'un débarquement sur l'ile. Vauban fera un nouveau séjour sur l'ile en 1681 pour fortifier Saint-Martin-de-Ré et apportera quelques modifications aux redoutes. Les pieds dans l’eau, la mer faisant un travail destructeur, elle sera laissée à l’abandon en 1854. Un magasin à poudre datant de la Révolution fut transformé en chapelle. Une statue de la vierge haute de 1,65 m fut offerte par des marins prussiens ayant fait naufrage et sauvés par les habitants des Portes. Rasée en 1941, la chapelle sera reconstruite à l'identique en 1986 sur la dune. Il ne reste aujourd'hui de la redoute que des restes des murs sud-ouest et sud-est, toujours visibles depuis la plage.

## Galerie
|                                 |
| Restes de la redoute des Portes |

|                          |
| Redoute des Portes-en-Ré |

|                          |
| Redoute des Portes-en-Ré |

|                          |
| Redoute des Portes-en-Ré |